# Josep Maria Jujol
Josep Maria Jujol i Gibert (Tarragone, 16 septembre 1879 – Barcelone, 1er mai 1949) est un architecte moderniste catalan.
Il obtient son diplôme d'architecte en 1906 à l'école d'architecture de Barcelone à la période où Lluís Domènech i Montaner en était directeur. À partir de 1909, il est professeur auxiliaire à l'école d'architecture de Barcelone, puis titulaire en 1913.
Il a été le disciple de Gaudi qui le considéra bientôt comme un fils. Longtemps son rôle a été occulté auprès du Maître. Des études plus récentes lui ont rendu, entre autres, la céramique du Parc Güell et de la Casa Batlló, de nombreux meubles, ainsi qu'une participation active à l'édification de la Sagrada Familia.
Il apporta dans ses réalisations son sens de la couleur et du modelage, sa poésie dans l'assemblage d'éléments de récupération.

## Réalisations
Il a collaboré avec Antoni Gaudí de 1904 jusqu'à son décès en 1926. Il a également travaillé seul, il a notamment été architecte municipal de Tarragone.

### Avec Gaudì

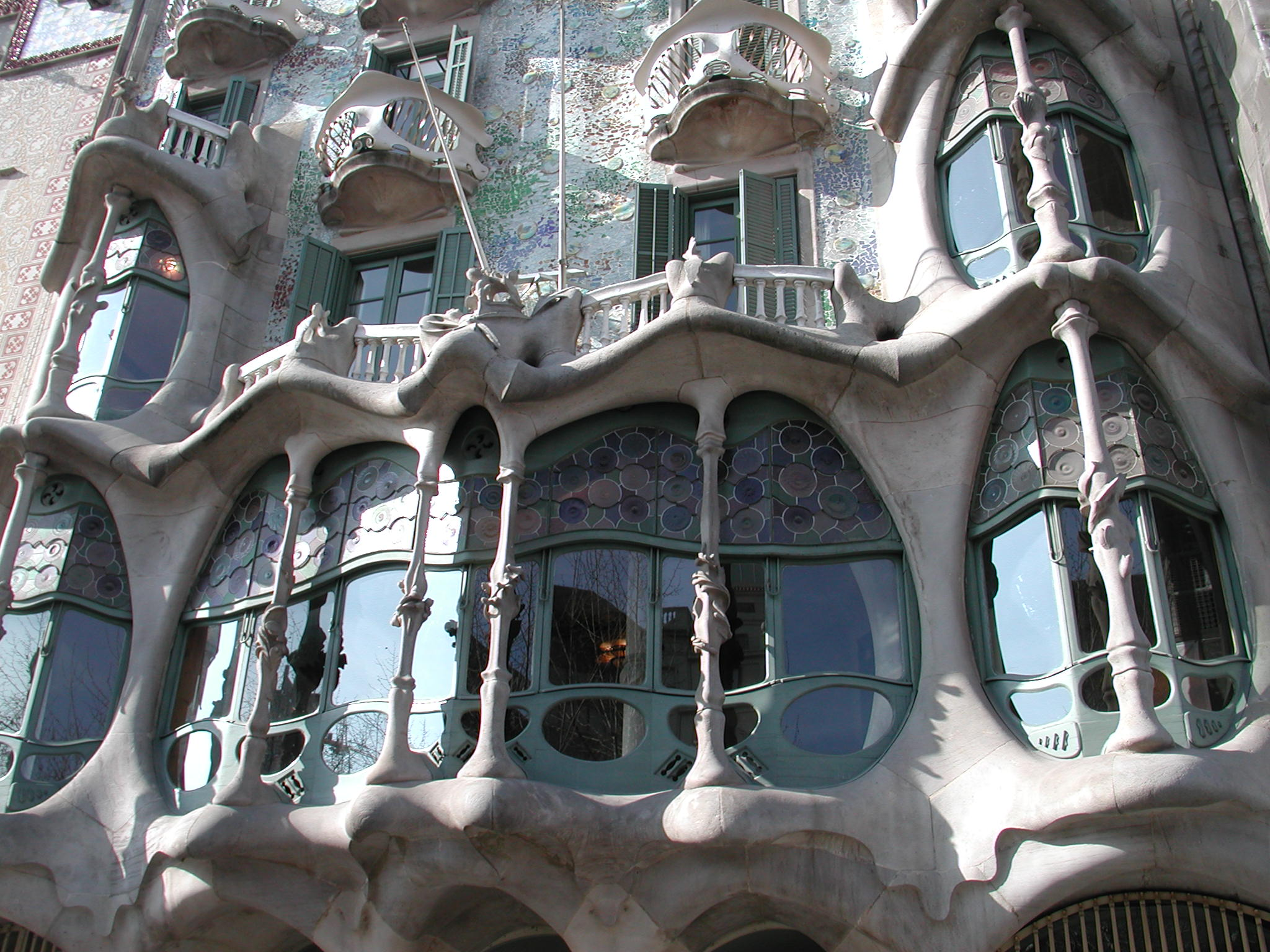
Façade de la Casa Batlló.

- 1904 - 1906 : Casa Batlló, réalisation de la façade
- 1906 - 1910 : Casa Milà, ferronneries des balcons
- 1911 - 1913 : Parc Güell, banc ondulé

### Seul
- 1908 : théâtre Metropol à Tarragone
- 1913 - 1936 : Torre de la Creu à Sant Joan Despí
- 1914 - 1931 : transformation de la Casa Bofarull à Els Pallaresos
- 1915 : Marché central de Tarragone
- 1918-1924 : église du Sacré-Cœur à Vistabella sur la commune de La Securita. L'église, de plan carré, est orientée sur sa diagonale (le porche est situé dans un angle). Les matériaux utilisés (brique, moellons, bois) donnent au bâtiment une allure rustique. 41° 12′ 32,3″ N, 1° 15′ 54,7″ E
- 1920 : Mairie et école de Els Pallaresos
- 1923-24: Casa Planells, à Barcelone
- 1925 : Première pierre du sanctuaire de Montserrat à Montferri

## Galerie

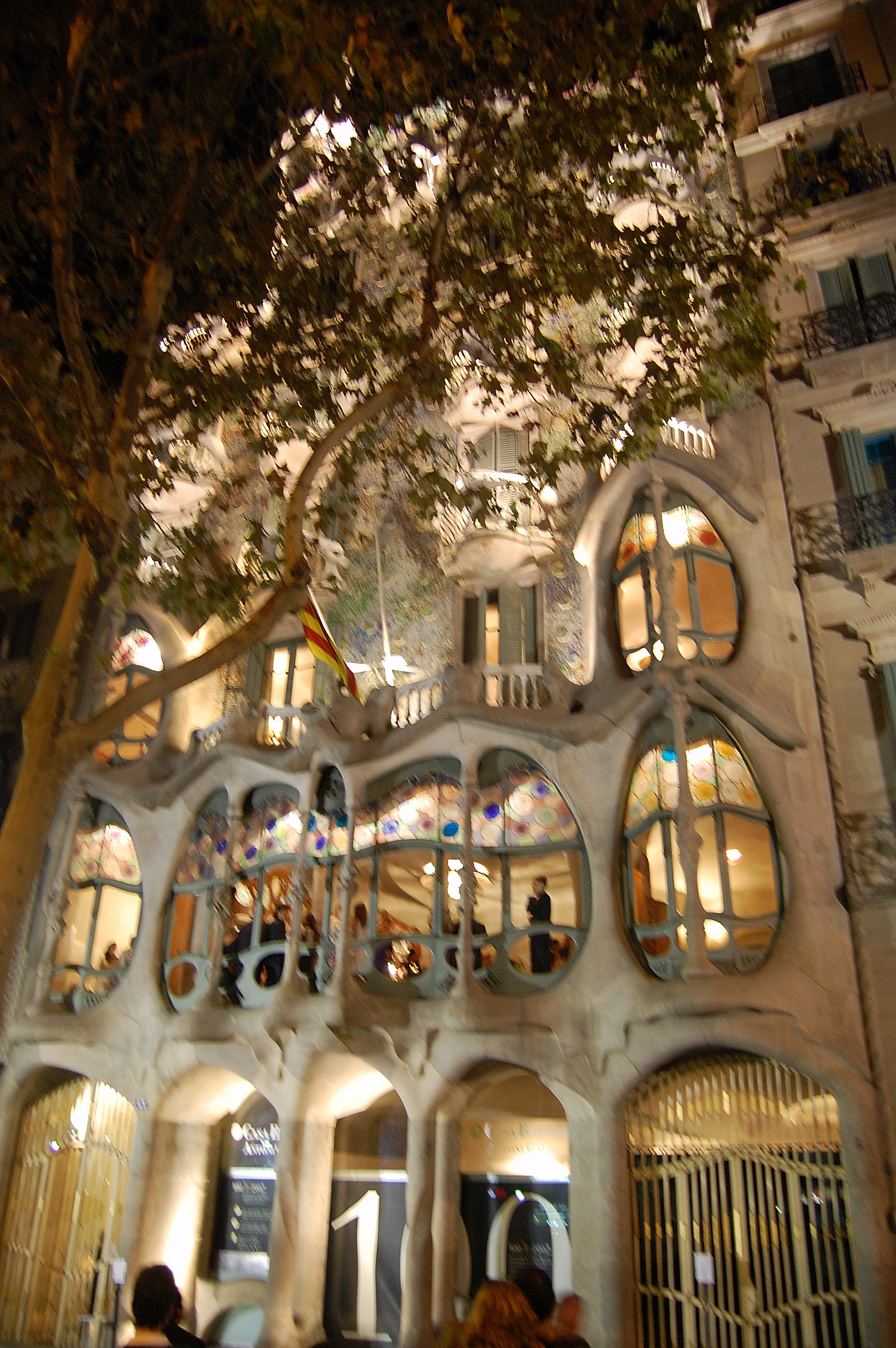
Casa Batlló
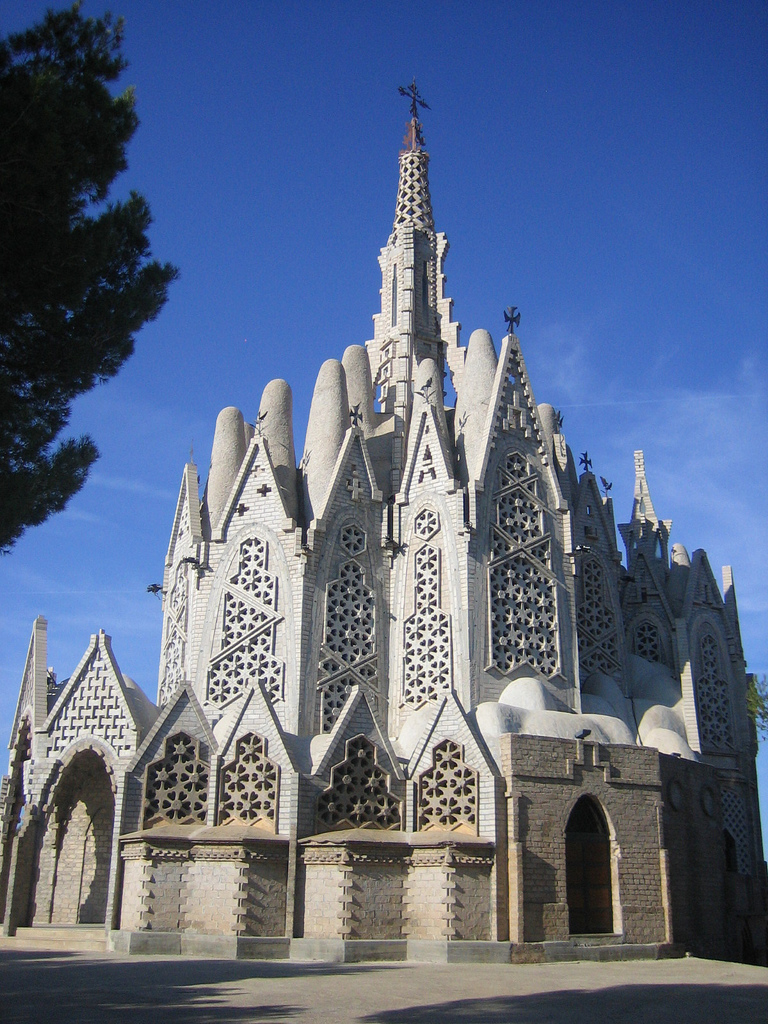
Sanctuaire de Montserrat à Montferri
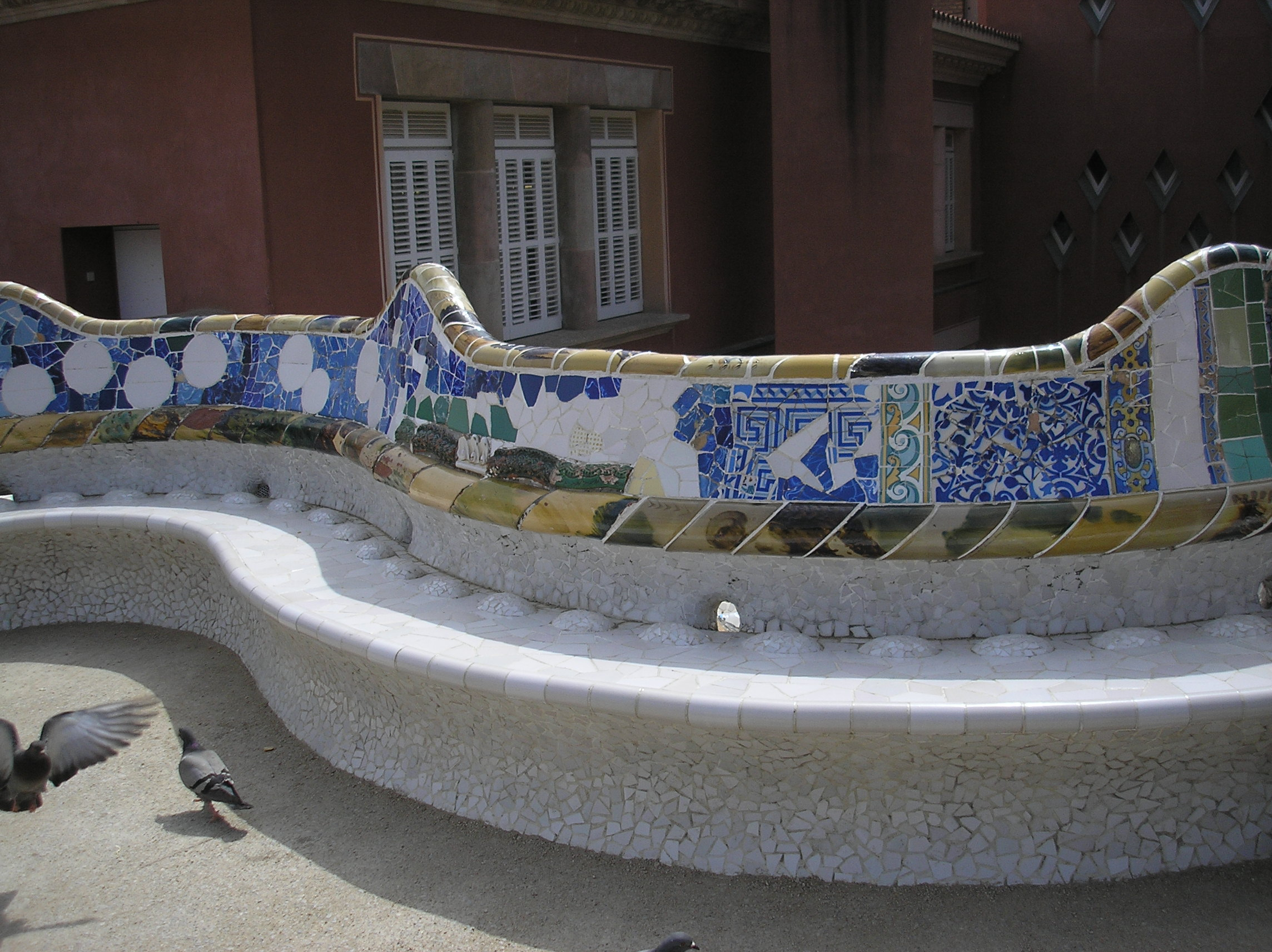
Parc Güell
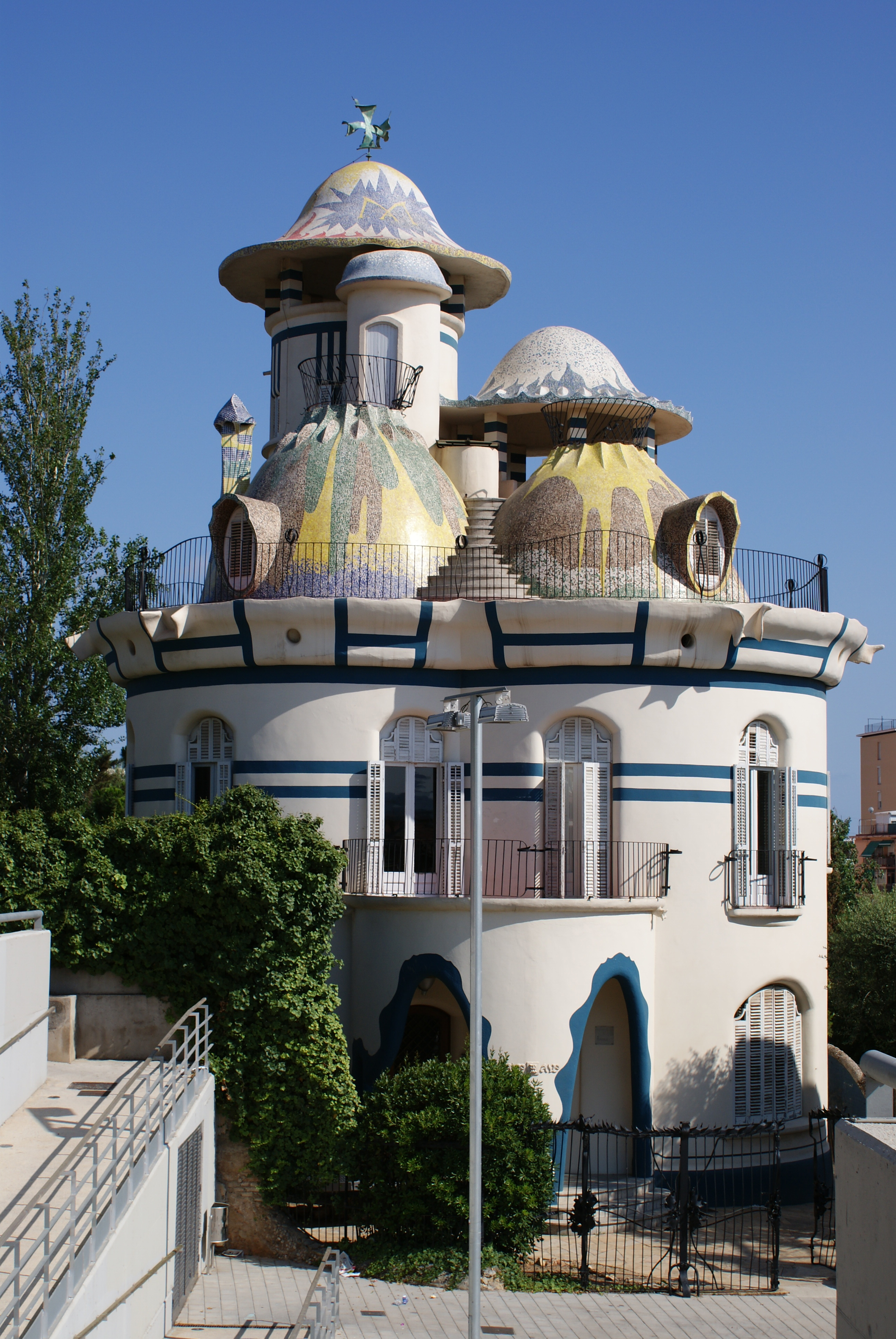
Torre de la Creu à Sant Joan Despí

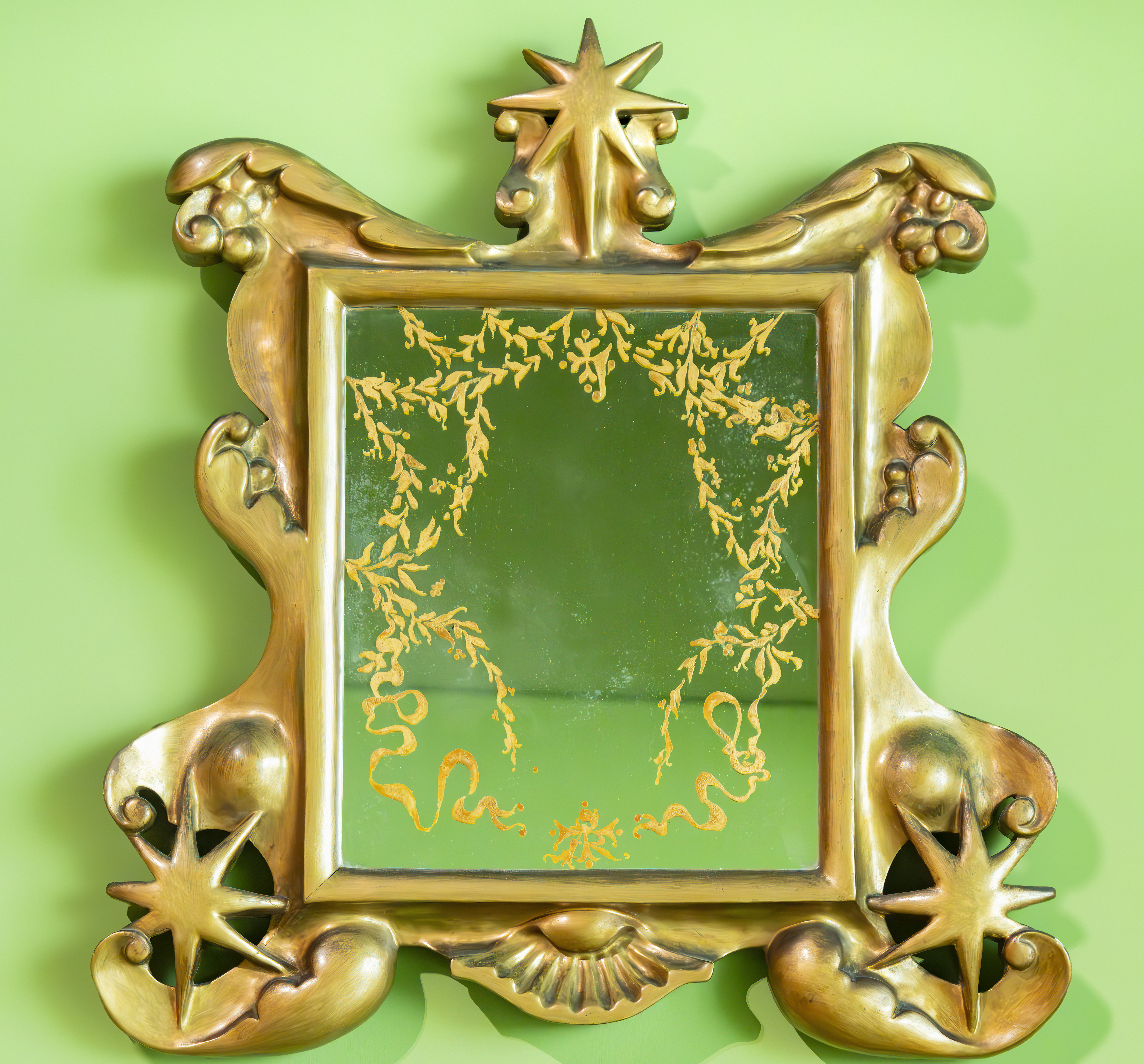
Miroir - Museu Nacional d'Art de Catalunya
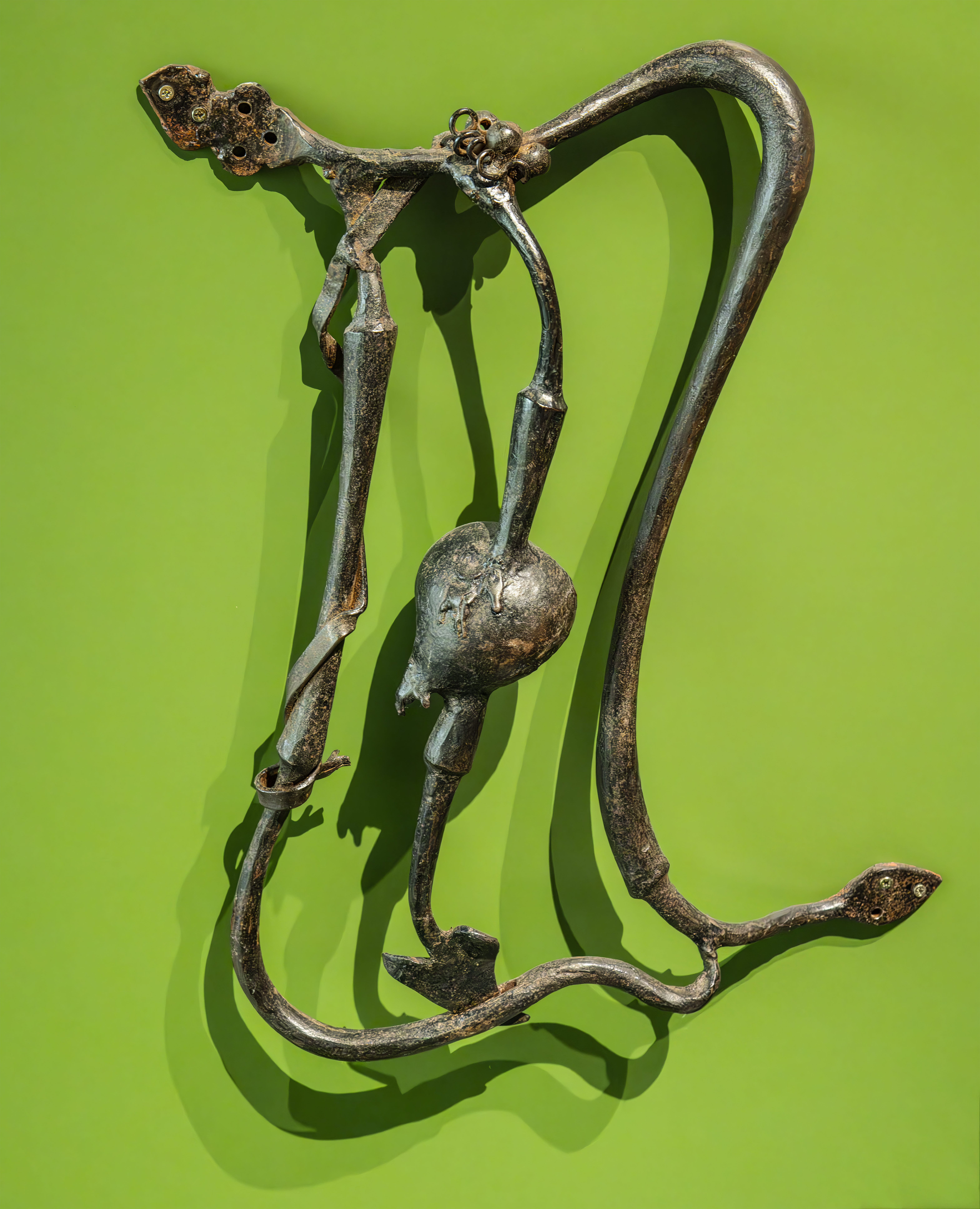
Poigné en fer forgé - Museu Nacional d'Art de Catalunya
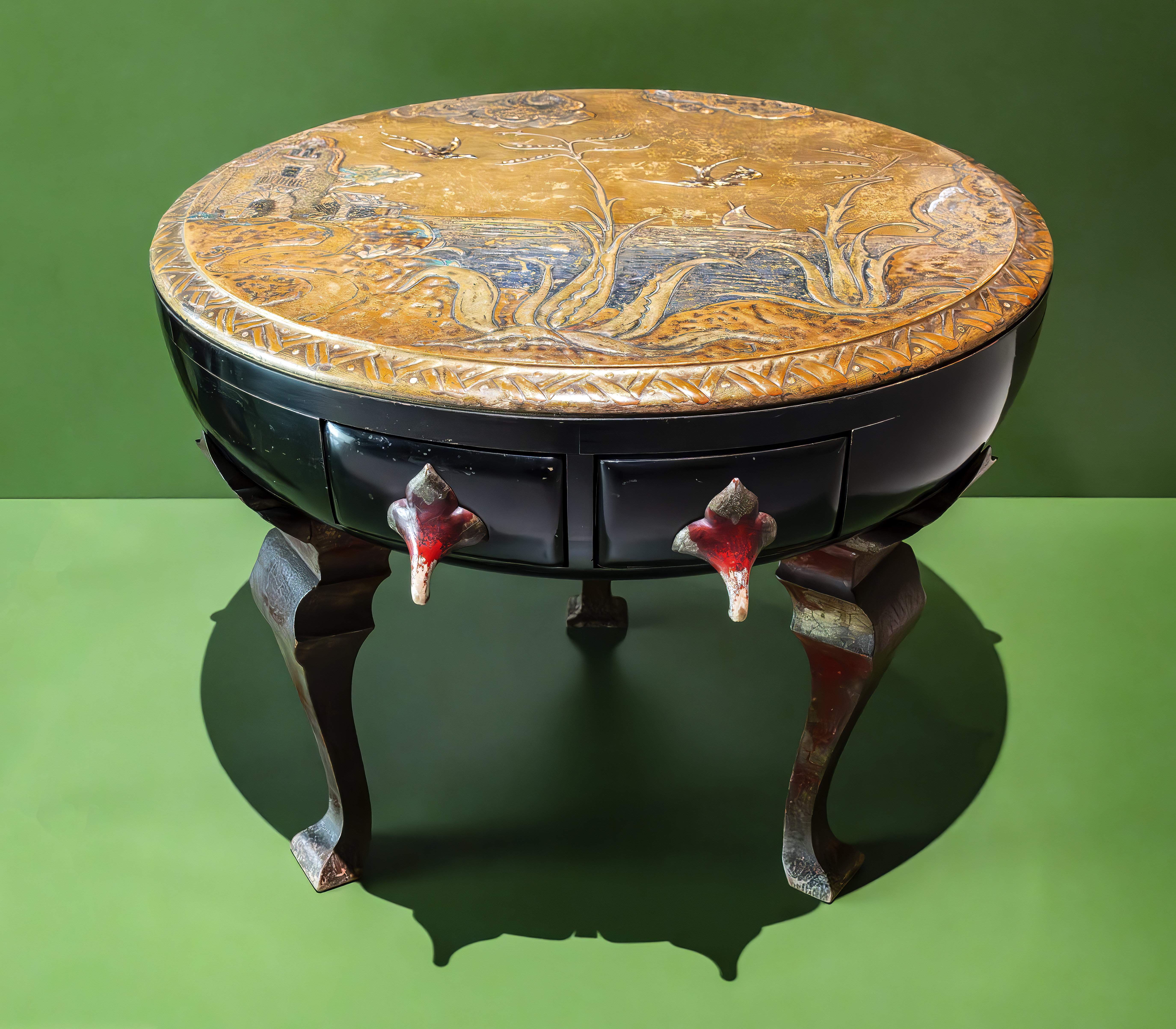
Petite table aux agaves - Museu Nacional d'Art de Catalunya
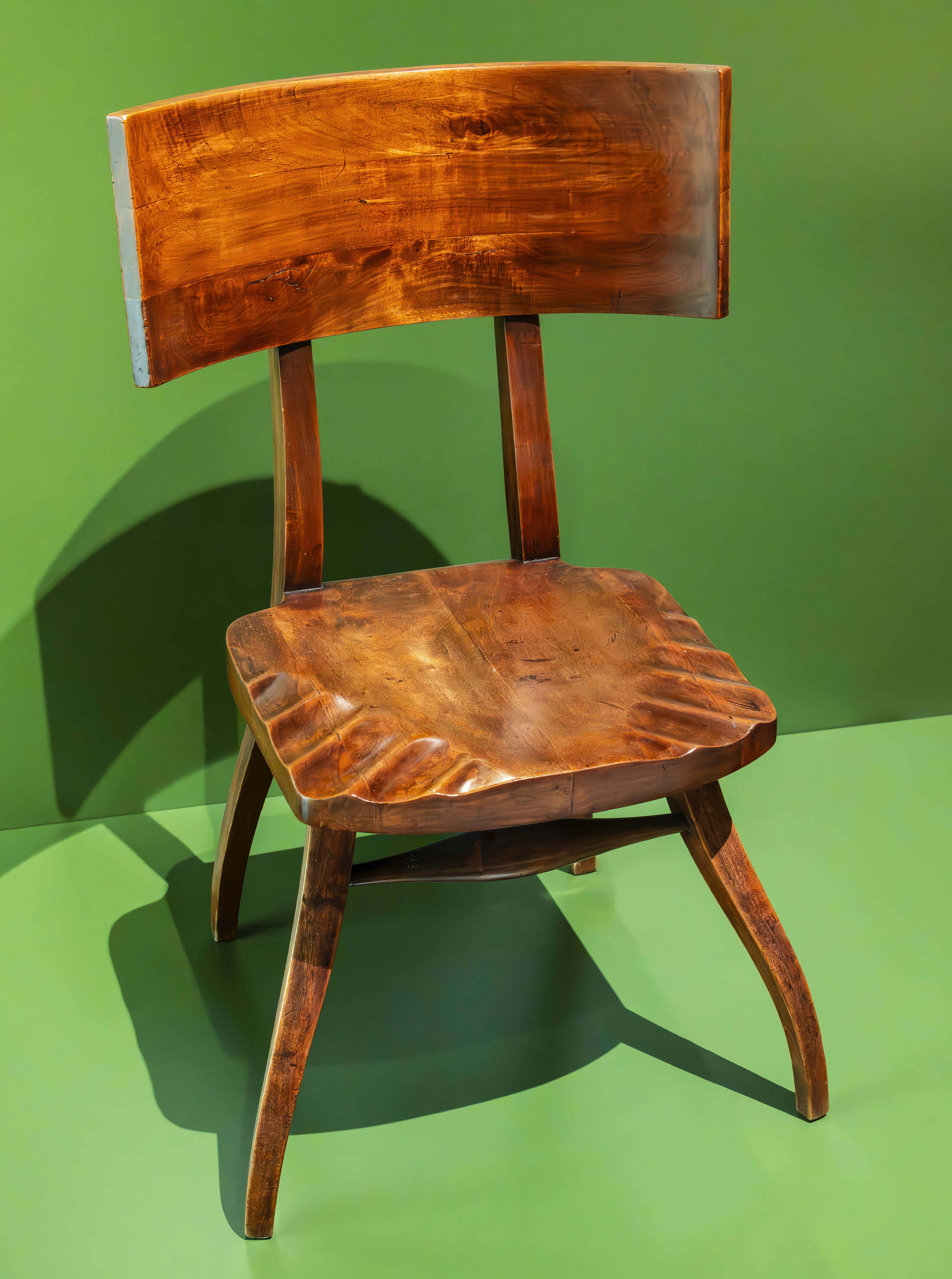
Chaise en bois sculpté - Museu Nacional d'Art de Catalunya
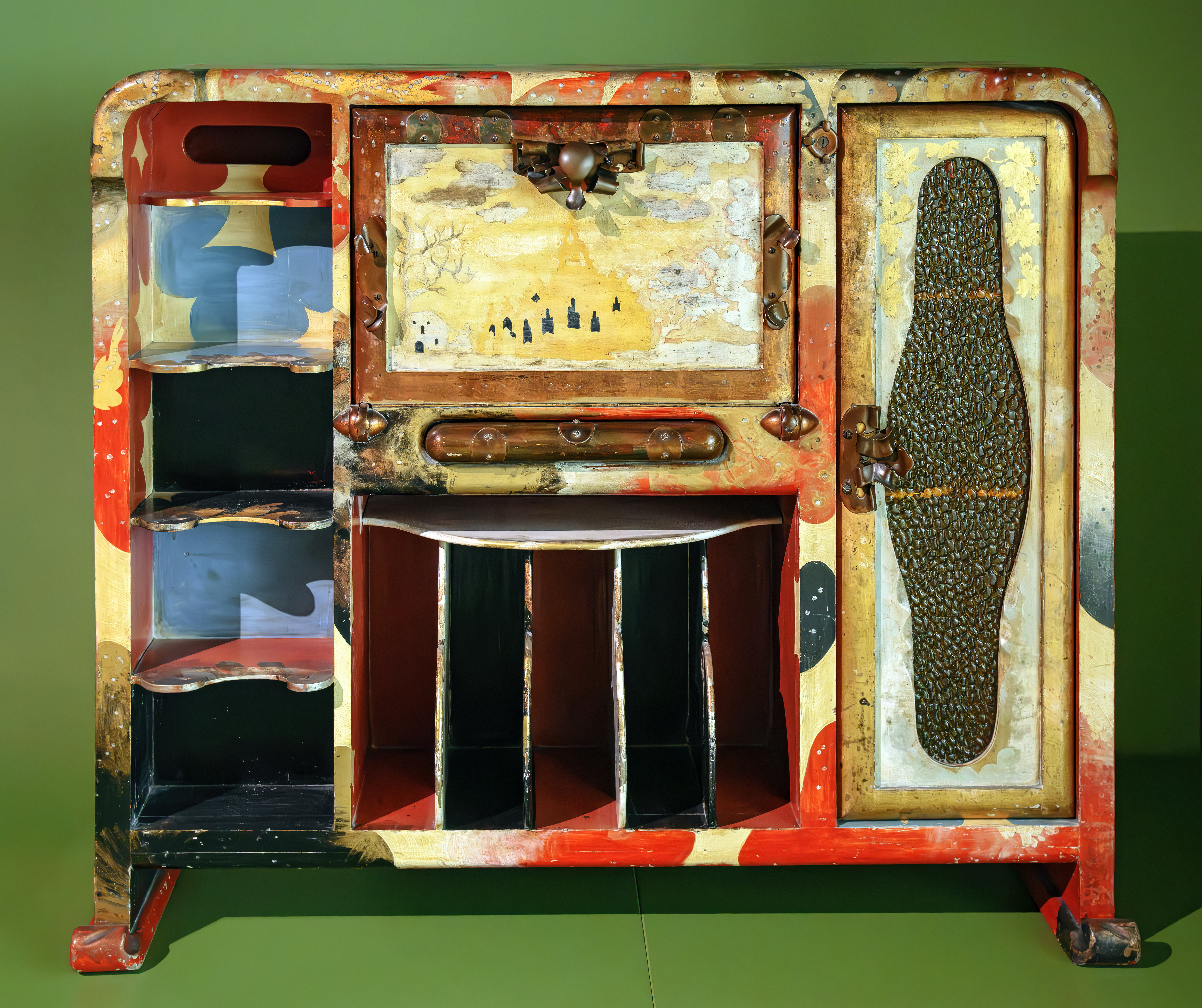
Bureau pour classer les partitions musicales - Museu Nacional d'Art de Catalunya
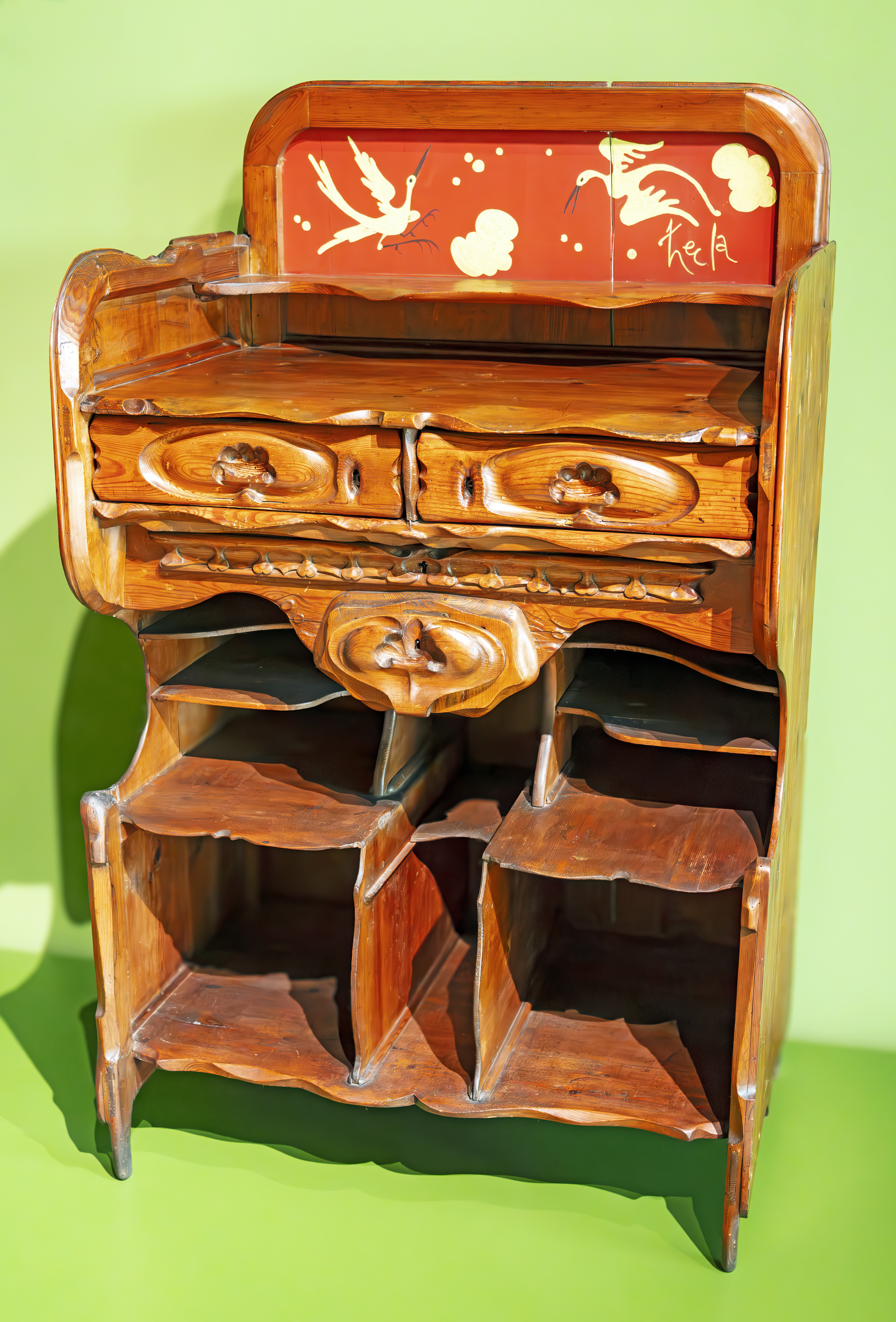
Mobilier de bureau auxiliaire- Museu Nacional d'Art de Catalunya